# Коппель, Николай
Николай Коппель (дат. Nikolaj Koppel; род. 6 марта 1969 года, в Гентофте, Дания) — датский пианист, журналист и радиоведущий. Сын оперной певицы Лоне Коппель и пианиста Джона Винтера, внук композитора Хермана Давида Коппеля.

## Карьера
Окончил Королевскую академию музыки, ученик Анне Эланд, в свою очередь учившейся у его деда. Концертировал как пианист. В 1998 году записал Первый фортепианный концерт Иоганнеса Брамса (с Симфоническим оркестром Датского радио под управлением Томаса Даусгора). В 2000 году, однако, неожиданно объявил о прекращении исполнительской карьеры. Занимался музыкальной и светской журналистикой, вёл передачи Датской радиовещательной компании, работал редактором в журнале Euroman. В 2005 году занял должность музыкального руководителя в парке Тиволи.
В 2009 году он был членом жюри в телепрограмме Talent (датской версии проекта «Got Talent»). В 2010 году Коппель был ведущим на телеканале «DR P2».
4 февраля 2014 года телекомпания «DR» выбрала Коппеля, совместно с Лисе Рённе и Пилоу Асбеком, в качестве ведущего конкурса песни «Евровидение 2014», который состоялся в Копенгагене, Дания.